# Socialismo corporativo

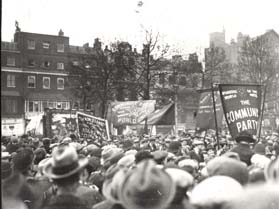
Socialismo corporativo, conocido también como socialismo gremial o guildismo, fue un movimiento político que abogaba por el control obrero de la industria a través de "gremios".

El socialismo corporativo (del inglés Guild socialism y del alemán Gildensozialismus), conocido también como socialismo gremial o guildismo, fue un movimiento político que abogaba por el control obrero de la industria a través de "gremios", estos gremios no serían como el gremio medieval sino más bien una corporación sindical relacionada por ramo de empresa. Su funcionamiento sería una forma de socialismo fusionado con corporativismo sindicalista, de mando descentralizado; considerado en ocasiones la contraparte de origen anglosajón del sindicalismo revolucionario, el anarcosindicalismo latino y el nacionalsindicalismo español que abogan por un tipo de corporación sindical denominada autogestión obrera, aunque no se conoce de un intercambio directo de ideas. Se originó en el Reino Unido y su tiempo más influyente fue el primer cuarto del siglo XX. 
El socialismo corporativo estuvo inspirado en parte por los gremios de los artesanos y de otros trabajadores especializados que habían existido en la Inglaterra medieval, cuestionaba el reformismo del fabianismo y el extremismo colectivista del marxismo. Los "gremios" del socialismo corporativo, a diferencia de los sindicatos existentes, no confinarían sus demandas a las materias de salarios y de condiciones sino que intentarían obtener el control de la industria para los trabajadores a los que representan. En última instancia, los gremios industriales servirían como los órganos a través de los cuales la industria sería organizada en una sociedad socialista futura. No llegó a tener un corpus político completamente terminado. Fue asociado fuertemente a G.D.H. Cole y su círculo. Entre sus simpatizantes más conocidos se encontraron en algún momento el filósofo Bertrand Russell y Ramiro de Maeztu.

## Historia
En 1906, Arthur Penty publicó Restoration of the Guild System en el cual él opuso la producción fabril y abogó una vuelta a un período anterior de la producción artesanal organizada a través de gremios. El año siguiente, el diario The New Age se convirtió en un abogado del socialismo gremial, aunque en el contexto de la industria moderna más que del ajuste medieval favorecido por Penty. La revista «The New Age», la dirigía el antiguo fabiano Alfred Richard Orage; quien, con la ayuda económica del dramaturgo Bernard Shaw, había logrado sacarla a la luz en 1907. «The New Age» se convirtió en el órgano doctrinal del socialismo guildista, iniciado bajo la inspiración de William Morris y John Ruskin; y cuyo origen más próximo se encontraba en los escritos del arquitecto Arthur Joseph Penty, sobre todo en The Restoration of the guild system, en donde abogaba por el retorno del artesanado, y la producción simple bajo la inspiración reguladora de los «gremios». Dos miembros de «The New Age» Samuel George Hobson y Alfred Richard Orage -su director- aprovecharon las ideas de Penty, que también colaboraba en la revista, convirtiéndolas en algo diferente. Ninguno de ellos compartía el medievalismo de Penty; y eran partidarios de las nuevas formas de producción y concebían los gremios como grandes agencias democráticamente controladas para encargarse de la industria. New Age también sirvió de espacio para el debate con otra ideología alternativa de raíz anglosajona, el distributismo.
En 1914, S. G. Hobson, contribuidor principal de The New Age, publicó National Guilds: An Inquiry into the Wage System and the Way Out. En este trabajo, los gremios fueron presentados como alternativa al control estatal de la industria o de la actividad convencional de los sindicatos. La teoría del socialismo gremial fue desarrollada y popularizada por el George Douglas Howard Cole que formó la Liga Nacional de Gremios en 1915 y publicó varios libros sobre socialismo gremial incluyendo el Autogobierno en la industria (1917) y Socialismo gremial replanteado (1920). La organización National Building Guild fue establecida después de la Primera Guerra Mundial pero colapsó en 1922.